# Biskupi włocławscy
Biskupi włocławscy – biskupi diecezjalni i biskupi pomocniczy diecezji kujawsko-pomorskiej (1133–1818), diecezji kujawsko-kaliskiej (1818–1925) oraz diecezji włocławskiej (od 1925).

## Biskupi

### Biskupi diecezjalni

#### Biskupi diecezjalni kujawsko-pomorscy (1133–1818)
| Lata urzędowania | Biskup | Biskup                        | Uwagi |
| ---------------- | ------ | ----------------------------- | --- |
| 1133             |        | Swidger                       | |
| 1148             |        | Warner                        | |
| 1161–1180        |        | Onold                         | |
| 1187–1198        |        | Stefan                        | |
| 1206–1212        |        | Ogerius                       | |
| 1213–1220        |        | Barta                         | |
| 1222–1252        |        | Michał                        | |
| 1252–1275        |        | Wolimir                       | |
| 1275–1283        |        | Albierz (Wojciech)            | |
| 1283–1300        |        | Wisław                        | |
| 1300–1323        |        | Gerward                       | |
| 1324–1364        |        | Maciej z Gołańczy             | |
| 1364–1383        |        | Zbylut Pałuka z Wąsosza       | |
|                  |        | Teodoryk                      | nominat (1383) |
| 1384–1389        |        | Jan Kropidło                  | |
| 1389–1398        |        | Henryk VIII legnicki          | |
| 1399–1402        |        | Mikołaj Kurowski              | następnie arcybiskup metropolita gnieźnieński                                                                          |
| 1402–1421        |        | Jan Kropidło                  | następnie biskup diecezjalny kamieński, późniejszy biskup diecezjalny chełmiński, ponownie biskup diecezjalny kujawski |
| 1421–1428        |        | Jan Pella                     | |
| 1428–1433        |        | Jan Szafraniec                | |
| 1433–1449        |        | Władysław Oporowski           | następnie arcybiskup metropolita gnieźnieński i prymas Polski                                                          |
|                  |        | Mikołaj Lasocki               | nominat (1449–1450) |
| 1450–1463        |        | Jan Gruszczyński              | następnie biskup diecezjalny krakowski, późniejszy arcybiskup metropolita gnieźnieński i prymas Polski                 |
| 1463–1464        |        | Jan Lutkowic z Brzezia        | następnie biskup diecezjalny krakowski                                                                                 |
| 1464–1472        |        | Jakub z Sienna                | następnie arcybiskup metropolita gnieźnieński i prymas Polski                                                          |
| 1473–1481        |        | Zbigniew Oleśnicki            | następnie arcybiskup metropolita gnieźnieński i prymas Polski                                                          |
| 1481–1483        |        | Andrzej Oporowski             | |
| 1484–1493        |        | Piotr z Bnina Moszyński       | |
| 1494–1503        |        | Krzesław Kurozwęcki           | |
| 1503–1513        |        | Wincenty Przerębski           | |
| 1513–1531        |        | Maciej Drzewicki              | następnie arcybiskup metropolita gnieźnieński i prymas Polski                                                          |
| 1531–1538        |        | Jan Karnkowski                | |
| 1538–1542        |        | Łukasz Górka                  | |
| 1542–1546        |        | Mikołaj Dzierzgowski          | następnie arcybiskup metropolita gnieźnieński i prymas Polski                                                          |
| 1546–1551        |        | Andrzej Zebrzydowski          | następnie biskup diecezjalny krakowski                                                                                 |
| 1551–1557        |        | Jan Drohojowski               | |
| 1557–1565        |        | Jakub Uchański                | następnie arcybiskup metropolita gnieźnieński i prymas Polski                                                          |
| 1565–1567        |        | Mikołaj Wolski                | |
| 1567–1580        |        | Stanisław Karnkowski          | następnie arcybiskup metropolita gnieźnieński i prymas Polski                                                          |
| 1581–1600        |        | Hieronim Rozdrażewski         | |
| 1600–1603        |        | Jan Tarnowski                 | następnie arcybiskup metropolita gnieźnieński i prymas Polski                                                          |
| 1603–1607        |        | Piotr Tylicki                 | następnie biskup diecezjalny krakowski                                                                                 |
| 1608             |        | Wojciech Baranowski           | następnie arcybiskup metropolita gnieźnieński i prymas Polski                                                          |
| 1608–1609        |        | Maciej Pstrokoński            | |
| 1610–1616        |        | Wawrzyniec Gembicki           | następnie arcybiskup metropolita gnieźnieński i prymas Polski                                                          |
| 1616–1622        |        | Paweł Wołucki                 | |
| 1622–1631        |        | Andrzej Lipski                | następnie biskup diecezjalny krakowski                                                                                 |
| 1631–1642        |        | Maciej Łubieński              | następnie arcybiskup metropolita gnieźnieński i prymas Polski                                                          |
| 1642–1654        |        | Mikołaj Wojciech Gniewosz     | |
| 1654–1673        |        | Kazimierz Florian Czartoryski | następnie arcybiskup metropolita gnieźnieński i prymas Polski                                                          |
| 1674–1675        |        | Jan Gembicki                  | |
| 1675–1680        |        | Stanisław Sarnowski           | |
| 1680–1691        |        | Bonawentura Madaliński        | |
| 1691–1700        |        | Stanisław Kazimierz Dąmbski   | następnie biskup diecezjalny krakowski                                                                                 |
| 1700–1705        |        | Stanisław Szembek             | następnie arcybiskup metropolita gnieźnieński i prymas Polski                                                          |
| 1705–1720        |        | Konstanty Felicjan Szaniawski | następnie biskup diecezjalny krakowski                                                                                 |
| 1720–1739        |        | Krzysztof Antoni Szembek      | następnie arcybiskup metropolita gnieźnieński i prymas Polski                                                          |
| 1739–1741        |        | Adam Stanisław Grabowski      | następnie biskup diecezjalny warmiński                                                                                 |
| 1741–1751        |        | Walenty Aleksander Czapski    | |
| 1751–1763        |        | Antoni Sebastian Dembowski    | |
| 1763–1776        |        | Antoni Kazimierz Ostrowski    | następnie arcybiskup metropolita gnieźnieński i prymas Polski                                                          |
| 1777–1806        |        | Józef Ignacy Rybiński         | |
| 1815–1818        |        | Franciszek Skarbek-Malczewski | następnie arcybiskup metropolita warszawski i prymas Królestwa Polskiego                                               |

#### Biskupi diecezjalni kujawsko-kaliscy (1818–1925)
| Lata urzędowania | Biskup | Biskup                            | Uwagi                                       |
| ---------------- | ------ | --------------------------------- | ------------------------------------------- |
| 1818–1822        |        | Andrzej Wołłowicz                 |                                             |
| 1822–1831        |        | Józef Szczepan Koźmian            |                                             |
| 1836–1850        |        | Walenty Maciej Tomaszewski        |                                             |
| 1856–1867        |        | Jan Michał Marszewski             |                                             |
| 1875–1883        |        | Wincenty Teofil Popiel            | następnie arcybiskup metropolita warszawski |
| 1883–1902        |        | Aleksander Kazimierz Bereśniewicz |                                             |
| 1902–1925        |        | Stanisław Zdzitowiecki            | następnie biskup diecezjalny włocławski     |

#### Biskupi diecezjalni włocławscy (od 1925)
| Lata urzędowania | Biskup | Biskup                 | Uwagi |
| ---------------- | ------ | ---------------------- | --- |
| 1925–1927        |        | Stanisław Zdzitowiecki | |
| 1927–1928        |        | Władysław Krynicki     | |
| 1928–1951        |        | Karol Radoński         | |
| 1951–1968        |        | Antoni Pawłowski       | |
|                  |        | Jan Zaręba             | administrator apostolski diecezji włocławskiej w latach 1968–1970, następnie biskup diecezjalny włocławski |
| 1970–1986        |        | Jan Zaręba             | |
| 1987–1992        |        | Henryk Muszyński       | następnie arcybiskup metropolita gnieźnieński, późniejszy prymas Polski                                    |
| 1992–2003        |        | Bronisław Dembowski    | |
| 2003–2021        |        | Wiesław Mering         | |
| od 2021          |        | Krzysztof Wętkowski    | |

### Biskupi pomocniczy
| Lata urzędowania   | Biskup | Biskup                       | Uwagi |
| ------------------ | ------ | ---------------------------- | --- |
| 1347–1348          |        | Stefan                       | domniemany |
| 1349               |        | Jan                          | |
| po 1364–przed 1380 |        | Benedykt Vallati             | domniemany |
| po 1373–przed 1380 |        | Dominik de Firmo             | domniemany |
| 1384–1416/1417     |        | Stefan ze Lwowa              | |
| 1402–1411/1412     |        | Jan Kaldeborn                | następnie biskup pomocniczy warmiński                                                                            |
| 1414/1415–1417     |        | Ulryk Prunhofer              | |
| 1417?–1421?        |        | Wacław Sporer                | |
| 1437               |        | Godswin Comhaer              | domniemany |
| 1438–1442          |        | Jan Scheffchen               | następnie biskup pomocniczy ryski                                                                                |
| 1440–1447          |        | Jan                          | następnie biskup pomocniczy gnieźnieński                                                                         |
| 1444               |        | Jan                          | |
| 1447–1474          |        | Mikołaj Rusin                | |
|                    |        | Stefan                       | nominat (1502–1503)                                                                                              |
| 1514–1540          |        | Aleksander Myszczyński       | |
| 1540–1543          |        | Jan Dziaduski                | następnie biskup diecezjalny chełmski, późniejszy biskup diecezjalny przemyski                                   |
| 1543–1547          |        | Maciej Walerian z Warszawy   | |
| 1565–1574          |        | Adam Mierchowski             | |
| 1574               |        | Andrzej Blinowski            | |
| 1581–1585          |        | Maciej Wielicki              | |
| 1587–1597          |        | Jan Rozdrażewski Nowomiejski | |
| 1597–1617          |        | Franciszek Łącki             | |
| 1617–1632          |        | Baltazar Miaskowski          | |
| 1634–1638          |        | Krzysztof Charbicki          | |
| 1639–1642          |        | Wacław Paprocki              | |
| 1643–1648          |        | Piotr Mieszkowski            | |
| 1649–1652          |        | Mikołaj Krasicki             | |
| 1652–1653          |        | Walerian Wilczogórski        | |
| 1654–1677          |        | Stanisław Domaniewski        | |
| 1678–1692          |        | Piotr Paweł Mieszkowski      | |
| 1695–1706          |        | Andrzej Albinowski           | |
| 1709–1723          |        | Wojciech Ignacy Bardziński   | |
| 1725–1736          |        | Franciszek Antoni Kobielski  | następnie biskup diecezjalny kamieniecki, późniejszy biskup diecezjalny łucki                                    |
| 1737–1739          |        | Aleksander Tomasz Działyński | |
| 1740–1759          |        | Franciszek Kanigowski        | |
| 1758–1763          |        | Antoni Kazimierz Ostrowski   | koadiutor, następnie biskup diecezjalny kujawski, późniejszy arcybiskup metropolita gnieźnieński i prymas Polski |
| 1759–1788          |        | Jan Dembowski                | |
| 1774–1777          |        | Józef Ignacy Rybiński        | koadiutor, następnie biskup diecezjalny kujawski                                                                 |
| 1776–1781          |        | Maciej Grzegorz Garnysz      | następnie biskup diecezjalny chełmski                                                                            |
| 1781–1799          |        | Ludwik Stanisław Górski      | |
| 1789–1796          |        | Marcin Chyczewski            | |
| 1795–1819          |        | Feliks Łukasz Lewiński       | następnie biskup diecezjalny janowski                                                                            |
| 1819–1825          |        | Józef Marceli Dzięcielski    | następnie biskup diecezjalny lubelski                                                                            |
| 1838–1844          |        | Józef Goldtmann              | następnie biskup diecezjalny sandomierski                                                                        |
| 1844–1861          |        | Tadeusz Łubieński            | |
| 1884–1887          |        | Karol Ludwik Pollner         | |
| 1889–1903          |        | Henryk Piotr Kossowski       | |
| 1918–1927          |        | Władysław Krynicki           | następnie biskup diecezjalny włocławski                                                                          |
| 1918–1938          |        | Wojciech Owczarek            | |
| 1939–1943          |        | Michał Kozal                 | błogosławiony Kościoła katolickiego                                                                              |
| 1946–1962          |        | Franciszek Korszyński        | |
| 1962–1979          |        | Kazimierz Majdański          | następnie biskup diecezjalny szczecińsko-kamieński, arcybiskup                                                   |
| 1963–1968          |        | Jan Zaręba                   | następnie administrator apostolski diecezji włocławskiej, późniejszy biskup diecezjalny włocławski               |
| 1973–1997          |        | Czesław Lewandowski          | |
| 1981–2003          |        | Roman Andrzejewski           | |
| 2000–2020          |        | Stanisław Gębicki            | |

## Legendarni biskupi kujawscy (kruszwiccy)
| Lata urzędowania | Biskup        | Uwagi |
| ---------------- | ------------- | ----- |
| 966–993          | Lucidus       |       |
| 993–1014         | Wawrzyniec    |       |
| 1015–1033        | Marceli       |       |
| 1034–1055        | Wenanty       |       |
| 1056–1081        | Jan Rzymianin |       |
| 1082–1097        | Roman         |       |
| 1097–1111        | Paweł         |       |
| 1111–1128        | Baldwin Gall  |       |
| 1129–1156        | Świdger       |       |